# Affaire de Lillehammer

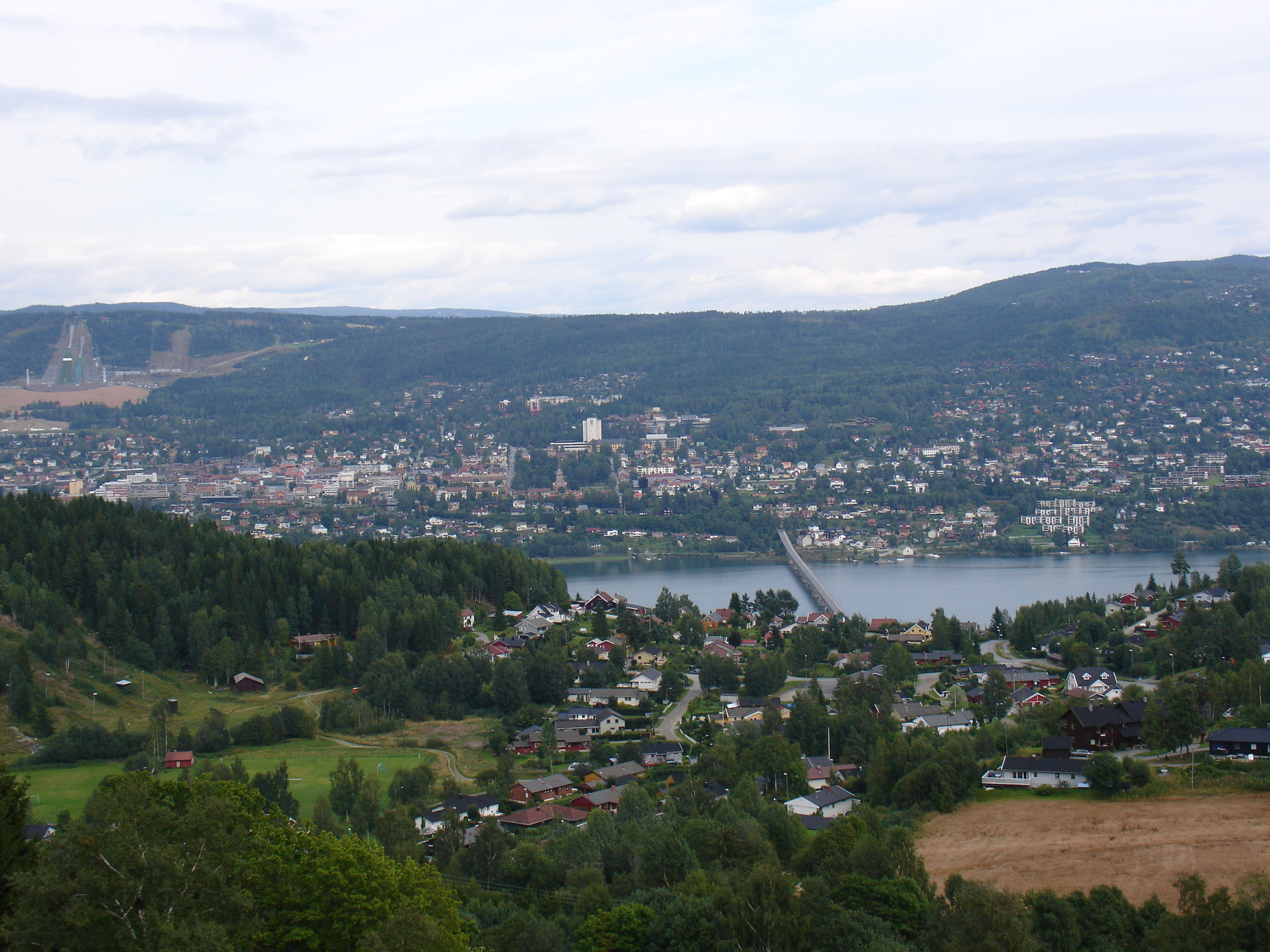
Vue général de Lillehammer (Norvége)

L'affaire de Lillehammer désigne l'assassinat, le 21 juillet 1973 à Lillehammer (Norvège), par des agents du Mossad, d'Ahmed Bouchikhi, un serveur maroco-algéro-norvégien, dans le cadre de l'opération Colère de Dieu. Les agents israéliens l'ont confondu avec leur cible, Ali Hassan Salameh, le leader de l'organisation Septembre noir, responsable de la prise d'otages des Jeux olympiques de Munich. Six agents du Mossad sur les quinze directement impliqués dans l'opération sont arrêtés par les autorités norvégiennes et condamnés pour leur implication dans l'assassinat. Cette affaire porte un coup majeur à la réputation du Mossad. Le vrai Salameh est finalement assassiné en 1979 par le Mossad.
La victime, Ahmed Bouchikhi, est le grand frère de Chico Bouchikhi, connu plus tard comme leader du groupe musical des Gipsy Kings.

## Contexte
Après la prise d'otages des Jeux olympiques de Munich en 1972, au cours de laquelle onze athlètes trouvent la mort, la Première ministre israélienne Golda Meir donne son feu vert pour l'opération Colère de Dieu visant à tuer les responsables du massacre. Ali Hassan Salameh, le leader de l'organisation Septembre Noir et responsable de la Force 17 fait partie des cibles que le Mossad est chargé d'éliminer. 

## Traque et assassinat
En juillet 1973, le Mossad pense avoir retrouvé la trace de Salameh après avoir filé un Algérien, Kamal Benamane, qui est identifié comme un messager de Septembre noir. Ce dernier se rend à Lillehammer depuis Genève et l'agence israélienne en conclut qu'il va discrètement rencontrer Salameh dans cette petite ville norvégienne. Quinze agents sont dépêchés sur place, dont le directeur général du Mossad Zvi Zamir et le chef de l'opération Michael Harari. Le 20 juillet 1973, ils croient identifier Salameh en la personne de Bouchikhi avec qui l'Algérien qu'ils filent a engagé une conversation. Ce serveur  algero-maroco-norvégien né le 13 avril 1943 est le frère aîné de Chico Bouchikhi, cofondateur des Gipsy Kings. Il vit alors à Lillehammer depuis neuf ans et est marié à une Norvégienne, Torill Larsen, qui attend son enfant. Il n'a aucun lien avec les mouvements palestiniens.
Le lendemain soir, Bouchikhi et sa femme enceinte de leur fils rentrent d'une séance de cinéma. Une voiture conduite par des agents israéliens s'arrête à leur hauteur à proximité de leur domicile. Deux agents tirent sur Bouchikhi à treize reprises au pistolet calibre .22 devant sa conjointe. Ils s'enfuient immédiatement de la scène du crime à bord de leur véhicule. Lorsque la police norvégienne arrive, Bouchikhi est déjà mort,,.

## Condamnation
Le meurtre met en émoi les habitants de Lillehammer, étant le premier crime de sang commis dans la ville en 36 ans. Les Israéliens apprennent leur méprise le lendemain lorsque les médias rendent publique l'affaire.
Six Israéliens vont être arrêtés par la police par la suite pour meurtre. L'une des membres du Mossad, Sylvia Rafael, utilisait un passeport canadien sous le nom de Patricia Roxborough, personne réelle qui s'était fait voler son passeport à Montréal.
Deux des agents du Mossad impliqués dans le meurtre de Bouchiki, Dan Ert et Marianne Gladnikoff, avaient loué une voiture avec leur vrai nom. Ils ont été arrêtés alors qu'ils rendaient la voiture à l'aéroport d'Oslo. Après un interrogatoire, les deux agents donnèrent l'adresse de la maison où se trouvaient quatre autres agents, dont Sylvia Rafael, une des plus importantes agentes du Mossad, qui fut condamnée pour meurtre dans cette affaire. Neuf autres ont réussi à échapper aux recherches.
Le vrai Salameh est finalement assassiné à Beyrouth en 1979 par le Mossad.
En 1996, le gouvernement israélien verse une indemnité à la famille de Bouchiki, mais ne reconnaît pas pour autant le crime. Cinq des agents sortirent rapidement de prison. Après moins de deux ans de prison, Sylvia Rafael bénéficie d'une libération anticipée grâce à son avocat Annæus Schjødt, Jr. (en) (1920-2014), qui deviendra son époux.